# 11963 Ignace
A 11963 Ignace (ideiglenes jelöléssel 1994 PO16) a Naprendszer kisbolygóövében található aszteroida. Eric Walter Elst fedezte fel 1994. augusztus 10-én.